# ФК Лијепаја
ФК Лијепаја је летонски фудбалски клуб из Лијепаје основан 2014. године. Клуб се тренутно такмичи у Првој лиги Летоније и наступа на стадиону Дугава капацитета 5.100 седећих места.

## Историја
Фудбалски клуб Лијепаја основан је марта 2014. године као индиректни наследник ФК Лијепајас Металургс који је угашен 2013. године због банкрота. ФК Лијепаја је објединио све играче, укључујући и млади тим, и у првој години свог постојања је имао место у најелитнијем фудбалском такмичењу Летоније у којој је заузео четврту позицију, већ наредне године ФК Лијепаја је постао шампион Летоније, а 2017. године освојен је трофеј у Купу. Клуб је финансиран од стране Градског већа, а води га бивши репрезентативац Летоније, Марис Верпаковски.

## Трофеји
- Прва лига Летоније
  - Победник (1):2015.
- Куп Летоније
  - Победник (2):2017, 2020.

## ФК Лијепаја у европским такмичењима
| Сезона   | Такмичење         | Коло        | Клуб             | Дом. | Гост | Укупно          |
| -------- | ----------------- | ----------- | ---------------- | ---- | ---- | --------------- |
| 2016/17  | Лига шампиона     | 2. коло кв. | Ред бул Салцбург | 0–2  | 0–1  | 0:3             |
| 2017/18. | Лига Европе       | 1. коло кв. | Крусајдерс       | 2–0  | 1–3  | 3:3 (пгг)       |
| 2017/18. | Лига Европе       | 2. коло кв. | Судува           | 0–2  | 1–0  | 1:2             |
| 2018/19. | Лига Европе       | 1. коло кв. | Хекен            | 0–3  | 2–1  | 2:4             |
| 2019/20. | Лига Европе       | 1. коло кв. | Динамо Минск     | 1–1  | 2–1  | 3:2             |
| 2019/20. | Лига Европе       | 2. коло кв. | Норћепинг        | 0–1  | 0–2  | 0:3             |
| 2021/22. | Лига конференције | 1. коло кв. | Струга           | 1–1  | 4–1  | 5:2             |
| 2021/22. | Лига конференције | 2. коло кв. | ЦСКА Софија      | 0–0  | 0–0  | 0:0 (1:3, пен.) |
| 2022/23. | Лига конференције | 1. коло кв. | Гњилане          | 3–1  | 0–1  | 3:2             |
| 2022/23. | Лига конференције | 2. коло кв. | Јанг бојс        | 0–1  | 0–3  | 0:4             |